# 바이러스 (1995년 영화)
바이러스(Robin Cook's Virus)는 미국에서 제작된 아만드 마스트로이안니 감독의 1995년 스릴러 영화이다. 니콜레트 세리단 등이 주연으로 출연하였고 랜디 서터 등이 제작에 참여하였다.

## 출연

### 주연
- 니콜레트 세리단

### 조연
- 윌리엄 디베인
- 스티븐 카프리
- 데이킨 매튜스
- 커트 풀러

## 제작진
- 원작자: 로빈 쿡
- 공동제작: 바바라 블랙
- 미술: Seven L. Nielsen